# Rodrigo Mora (futbolista portugués)
Rodrigo Mora de Carvalho (Matosinhos, Distrito de Oporto, 5 de mayo de 2007) es un futbolista portugués que juega como delantero en el F. C. Porto de la Primeira Liga.

## Trayectoria
Es canterano del Custóias F. C. y del F. C.Porto.
Debutó como profesional con el F. C. Porto "B" como suplente de última hora en un partido de la Segunda División de Portugal contra el C. D. Tondela (1-1) el 15 de enero de 2023. Con 15 años, 8 meses y 10 días, fue el debutante profesional más joven de la historia del fútbol portugués.
El 2 de junio de 2023 firmó su primer contrato profesional con el Porto. El 24 de septiembre de 2023 fue nombrado «Joven Deportista del Año» de Porto.
El 11 de noviembre de 2023 marcó su primer gol como profesional, en una derrota por 3-2 a domicilio ante el F. C. Penafiel.

## Selección nacional
Es internacional juvenil con Portugal. Ha jugado hasta la sub-17.

## Estadísticas

### Clubes
Actualizado al último partido disputado el 17 de mayo de 2025.
| Club                     | Div.          | Temporada     | Liga  | Liga  | Liga   | Copas nacionales | Copas nacionales | Copas nacionales | Copas internacionales | Copas internacionales | Copas internacionales | Total | Total | Total  |
| Club                     | Div.          | Temporada     | Part. | Goles | Asist. | Part.            | Goles            | Asist.           | Part.                 | Goles                 | Asist.                | Part. | Goles | Asist. |
| ------------------------ | ------------- | ------------- | ----- | ----- | ------ | ---------------- | ---------------- | ---------------- | --------------------- | --------------------- | --------------------- | ----- | ----- | ------ |
| F. C. Porto "B" Portugal | 2.ª           | 2022-23       | 1     | 0     | 0      | ―                | ―                | ―                | ―                     | ―                     | ―                     | 1     | 0     | 0      |
| F. C. Porto "B" Portugal | 2.ª           | 2023-24       | 28    | 4     | 2      | ―                | ―                | ―                | ―                     | ―                     | ―                     | 28    | 4     | 2      |
| F. C. Porto "B" Portugal | 2.ª           | 2024-25       | 5     | 1     | 0      | ―                | ―                | ―                | ―                     | ―                     | ―                     | 5     | 1     | 0      |
| F. C. Porto "B" Portugal | Total club    | Total club    | 34    | 5     | 2      | 0                | 0                | 0                | 0                     | 0                     | 0                     | 34    | 5     | 2      |
| F. C. Porto Portugal     | 1.ª           | 2024-25       | 23    | 10    | 4      | 4                | 0                | 0                | 5                     | 0                     | 0                     | 32    | 10    | 4      |
| F. C. Porto Portugal     | Total club    | Total club    | 23    | 10    | 4      | 4                | 0                | 0                | 5                     | 0                     | 0                     | 32    | 10    | 4      |
| Total carrera            | Total carrera | Total carrera | 57    | 15    | 6      | 4                | 0                | 0                | 5                     | 0                     | 0                     | 66    | 15    | 6      |

## Palmarés

### Títulos internacionales
| Título                      | Club (*)              | Sede     | Año  |
| --------------------------- | --------------------- | -------- | ---- |
| Liga de Naciones de la UEFA | Selección de Portugal | Alemania | 2025 |

(*) Incluyendo la selección.